# Кубок Тото 1999—2000
Кубок Тото 1999–2000 — 16-й розіграш Кубка Тото. Змагання проводиться серед 14 команд прем'єр-ліги та 10 команд Ліги Леуміт, які у «плей-оф» визначають переможця. Вдруге переможцем турніру став Маккабі (Петах-Тіква).

## Перший раунд
| Команда 1                    | Заг. | Команда 2                    | 1-й матч | 2-й матч |
| ---------------------------- | ---- | ---------------------------- | -------- | -------- |
| 5 серпня/3 вересня 1999      |      |                              |          |          |
| Хакоах Маккабі Рамат-Ган (2) | 1:4  | Маккабі (Акре) (2)           | 1:3      | 0:1      |
| Маккабі (Петах-Тіква)        | 7:1  | Хапоель (Ашкелон) (2)        | 5:0      | 2:1      |
| Маккабі (Нетанья)            | 6:0  | Бейтар (Беер-Шева) (2)       | 5:0      | 1:0      |
| 6 серпня/3 вересня 1999      |      |                              |          |          |
| Хапоель (Беер-Шева) (2)      | 3:1  | Маккабі (Кір'ят-Гат) (2)     | 0:0      | 3:1      |
| Хапоель (Єрусалим)           | 5:4  | Хапоель Цафрірім (Холон) (2) | 2:2      | 3:2      |
| Ашдод                        | 7:4  | Маккабі (Джаффа) (2)         | 4:1      | 3:3      |
| 6 серпня/4 вересня 1999      |      |                              |          |          |
| Маккабі (Герцлія)            | 4:1  | Маккабі Ахі (Назарет) (2)    | 3:1      | 1:0      |
| Бней-Єгуда                   | 7:3  | Хапоель (Бейт-Шеан) (2)      | 4:3      | 3:0      |

## 1/8 фіналу
| Команда 1                 | Заг.    | Команда 2               | 1-й матч | 2-й матч |
| ------------------------- | ------- | ----------------------- | -------- | -------- |
| 12 вересня/9 жовтня 1999  |         |                         |          |          |
| Бней-Єгуда                | 4:5     | Хапоель (Беер-Шева) (2) | 2:3      | 2:2      |
| Хапоель (Рішон-ле-Ціон)   | 1:1 (ч) | Хапоель (Кфар-Сава)     | 0:0      | 1:1      |
| Хапоель (Петах-Тіква)     | 2:2 (ч) | Маккабі (Нетанья)       | 1:2      | 1:0      |
| Маккабі (Акре) (2)        | 5:3     | Маккабі (Герцлія)       | 1:2      | 4:1      |
| Ашдод                     | 4:1     | Хапоель (Єрусалим)      | 3:1      | 1:0      |
| 12 вересня/13 жовтня 1999 |         |                         |          |          |
| Хапоель (Хайфа)           | 3:2     | Бейтар (Єрусалим)       | 1:1      | 2:1 дч   |
| Маккабі (Хайфа)           | 5:2     | Маккабі (Тель-Авів)     | 2:1      | 3:1      |
| Хапоель (Тель-Авів)       | 0:4     | Маккабі (Петах-Тіква)   | 0:1      | 0:3      |

## 1/4 фіналу
| Команда 1             | Рахунок      | Команда 2               |
| --------------------- | ------------ | ----------------------- |
| 18 січня 2000         |              |                         |
| Маккабі (Акре) (2)    | 2:2 пен. 5:6 | Ашдод                   |
| Маккабі (Нетанья)     | 0:2          | Маккабі (Хайфа)         |
| 20 січня 2000         |              |                         |
| Маккабі (Петах-Тіква) | 2:0          | Хапоель (Беер-Шева) (2) |
| 25 січня 2000         |              |                         |
| Хапоель (Хайфа)       | 1:3          | Хапоель (Рішон-ле-Ціон) |

## 1/2 фіналу
| Команда 1               | Рахунок | Команда 2             |
| ----------------------- | ------- | --------------------- |
| 1 лютого 2000           |         |                       |
| Хапоель (Рішон-ле-Ціон) | 0:3     | Маккабі (Хайфа)       |
| Ашдод                   | 0:2     | Маккабі (Петах-Тіква) |

## Фінал
| 15 лютого 2000 |

| Маккабі (Петах-Тіква)               | 4:1      | Маккабі (Хайфа) |
| ----------------------------------- | -------- | --------------- |
| Малічі 5', 42' Амар 8' Шмар'яху 58' | Протокол | Коен 36'        |

| «Рамат-Ган», Рамат-Ган Глядачів: 4 000 Арбітр: Ейтан Табрізі |